# Три уши
Три Уші (укр. Три вуха) — височинна місцевість на північному заході від міста Сливниця, простягається до кордону із Сербією в декількох сотнях метрів від залізничної станції Алдоміровці. Це ім'я чітко визначає групу пагорбів між Драгоман на заході й приблизно Беледие-Хан на сході.
У підніжжях височини розташовано два болота: Драгоманське і Алдоміровське.
Дана область була ареною битви у Сербсько-болгарській війні у 1885 році.